# Shin Dong-wook
Shin Hwa-shik (hangul: 신화식, RR: Sin Hwa-sik) más conocido como Shin Dong-wook (hangul: 신동욱, RR: Sin Dong-wuk), es un actor surcoreano.

## Biografía
Tiene un hermano, y su primo es el actor y cantante surcoreano Kim Kibum.
Estudió en la Universidad Kookmin (inglés: "Kookmin University"), donde se graduó en teatro y cine.
El 20 de julio del 2010 inició su servicio militar obligatorio ingreso a realizar su servicio militar, pero tras ser diagnosticado con el síndrome de dolor regional complejo (SDRC), una enfermedad crónica que causa episodios extremos de dolor, fue dado de alta de su servicio el 13 de julio del 2011, un año antes de lo previsto. Luego de ser diagnosticado Dong-wook decidió permanecer fuera de la vista pública por seis años, para regresar en el 2017 comentando que su enfermedad estaba bajo control.
En julio del 2018 se confirmó que estaba saliendo con una doctora coreana de medicina tradicional que es nueve años menor que él.

## Carrera
Es miembro de la agencia Snowball Entertainment (스노우볼 엔터테인먼트).
El 18 de septiembre del 2006 se unió al elenco principal de la serie Cloud Stairs donde dio vida a Choi Jong-soo, un hombre que termina salvando y enamorándose de Yoon Jung-won (Han Ji-hye), una mujer que estaba al borde de la muerte, hasta el final de la serie el 7 de noviembre del mismo año.
El 16 de mayo del 2007 se unió al elenco principal de la serie War of Money (también conocida como "Money's Warfare") donde interpretó a Ha Woo-sung, un prestamista que trabaja para Madame Bong (Yeo Woon-kay) y que ha estado enamorado de Lee Cha-yeon (Kim Jung-hwa) por años, hasta el final de la serie el 19 de julio del mismo año.
El 4 de enero del 2010 se unió al elenco principal de la serie Stars Falling from the Sky donde dio vida a Won Joon-ha, el hermano de Won Kang-ha (Kim Ji-hoon), hasta el final de la serie el 14 de julio del mismo año.
En mayo del 2017 se unió al elenco recurrente de la serie The Guardians (también conocida como "Lookout") donde interpretó a Lee Gwan-woo, un sacerdote católico y el medio hermano de Jang Do-han (Kim Young-kwang).
En marzo del 2018 se unió al elenco recurrente de la serie Live donde dio vida a Choi Myung-ho, un leal oficial de la policía.
El 11 de octubre del mismo año se unió al elenco principal de la serie Dae Jang Geum is Watching donde interpretó a Han San-hae, un empleado de una empresa con un excelente gusto y el hermano mayor de Han Jin-mi (Lee Yeol-eum) y Han Jeong-sik (Kim Hyun-joon), que se termina enamorando de Bok Seung-ah (Kwon Yuri), hasta el final de la serie el 24 de enero del 2019.
En enero del 2020 se unió al elenco recurrente de la serie Romantic Doctor, Teacher Kim 2 interpretando al doctor Bae Moon-jung, un médico especialista ortopédico del hospital Doldam que lo sabe todo sobre los 206 huesos del cuerpo, hasta el final de la serie el 25 de febrero del mismo año.
En junio del mismo año se unió al elenco recurrente de la serie My Unfamiliar Family (conocida también como (Although We Don’t Know Much) We Are A Family) donde interpretó a Im Gun-joo, el líder del equipo sede de una editorial.
En octubre de 2021 se confirmó que se había unido al elenco principal de la serie Woori the Virgin, donde dará vida a Lee Kang-jae, un detective de la policía en el departamento de crímenes violentos, que vive de acuerdo con convicciones y principios firmes., así como el novio de Oh Woo-ri. La serie es un remake de la serie de televisión estadounidense Jane the Virgin.

## Filmografía

### Series de televisión
| Año         | Título                         | Personaje         | Notas         |
| ----------- | ------------------------------ | ----------------- | ------------- |
| 2022        | Woori the Virgin               | Lee Kang-jae      | [ 19 ] [ 20 ] |
| 2021        | Now, We Are Breaking Up        | Yoon Soo-wan      |               |
| 2021        | Reflection of You              | Jung Seon-woo     |               |
| 2020        | My Unfamiliar Family           | Im Gun-joo        |               |
| 2020        | Romantic Doctor, Teacher Kim 2 | Dr. Bae Moon-jung | 16 episodios  |
| 2018 - 2019 | Dae Jang Geum is Watching      | Han San-hae       | 16 episodios  |
| 2018        | Live                           | Choi Myung-ho     |               |
| 2017        | The Guardians                  | Lee Gwan-woo      |               |
| 2010        | Stars Falling from the Sky     | Won Joon-ha       | 20 episodios  |
| 2008        | Lottery Trio                   | Yoo Hyun-bin      | 3 episodios   |
| 2008        | Keitai Deka Zenigata Kai 2     | -                 | ep. #12       |
| 2008        | On Air                         | Actor de Drama    | ep. #14       |
| 2007        | War of Money                   | Ha Woo-sung       | 20 episodios  |
| 2006        | Cloud Stairs                   | Choi Jong-soo     | 16 episodios  |
| 2006        | Soulmate                       | Shin Dong-wook    | 22 episodios  |
| 2005        | Goodbye to Sadness             | Park Do-jin       |               |
| 2005        | Hong Kong Express              | Joo Young-yuk     |               |
| 2004        | Oh Feel Young                  | -                 |               |
| 2004        | If You Only Knew               | Choi Il-doo       |               |
| 2004        | I'm Sorry, I Love You          | -                 | ep. #1        |

### Películas
| Año  | Título        | Personaje | Notas |
| ---- | ------------- | --------- | ----- |
| 2001 | Yellow Hair 2 | -         |       |

### Programas de variedades
| Año         | Título                      | Notas                                       |
| ----------- | --------------------------- | ------------------------------------------- |
| 2017        | King of Mask Singer         | (ep. #111) - concursó como "Vacuum Cleaner" |
| 2017        | Radio Star                  | (ep. #528) - invitado                       |
| 2016        | Talking Street (말하는대로) | invitado                                    |
| 2008        | Kko Kko Tours Single♥Single | miembro - junto a Park Jung-ah              |
| 2007 - 2008 | Tracking! X-Boyfriend       |                                             |

### Presentador
| Año                                         | Programa         | Notas                                |
| ------------------------------------------- | ---------------- | ------------------------------------ |
| 29 de octubre de 2005 - 29 de abril de 2006 | Show! Music Core | co-presentador - junto a Hong Soo-ah |

### Revistas / sesiones fotográficas
| Año  | Título            | Notas |
| ---- | ----------------- | ----- |
| 2017 | bnt International |       |

### Teatro
| Año  | Obra          | Personaje       | Notas |
| ---- | ------------- | --------------- | ----- |
| 2002 | Hamlet (햄릿) | Príncipe Hamlet |       |

### Eventos
| Año  | Título                 | Notas                           |
| ---- | ---------------------- | ------------------------------- |
| 2007 | Andre Kim Fashion Show | en el Grand Hyatt Hotel en Seúl |

## Premios y nominaciones
| Año  | Categoría                                              | Premio                    | Trabajo                   | Resultado |
| ---- | ------------------------------------------------------ | ------------------------- | ------------------------- | --------- |
| 2018 | Best Entertainer Award for Sitcoms (junto a Kwon Yuri) | MBC Entertainment Award   | Dae Jang Geum Is Watching | Ganaron   |
| 2018 | 뮤직 • 토크 부문 남자 우수상                           | MBC Entertainment Award   | Dae Jang Geum Is Watching | Nominado  |
| 2018 | 베스트 엔터테이너상                                    | MBC Entertainment Award   | Dae Jang Geum Is Watching | Ganó      |
| 2017 | 월화극부문 남자 황금연기상                             | MBC Drama Award           | The Guardians             | Nominado  |
| 2007 | New Star Award                                         | SBS Drama Award           | War of Money              | Ganó      |
| 2007 | New Star Award                                         | Andre Kim Best Star Award | -                         | Ganó      |